# Tokyo Tennis Classic
Il Tokyo Tennis Classic è stato un torneo maschile di tennis che si giocava a Tokyo in Giappone. L'evento ha fatto parte del World Championship Tennis nel 1972 e dal 1974 al 1975. Il torneo si è giocato sul cemento nel 1972 e 1974 e sul sintetico indoor nel 1975.

## Albo d'oro

### Singolare
| Anno | Campione      | Finalista     | Punteggio     |
| ---- | ------------- | ------------- | ------------- |
| 1972 | Ken Rosewall  | Fred Stolle   | 7-5 7-5 6-3   |
| 1973 | Non disputato | Non disputato | Non disputato |
| 1974 | Rod Laver     | Juan Gisbert  | 5-7 6-2 6-0   |
| 1975 | Robert Lutz   | Stan Smith    | 6-4 6-4       |

### Doppio
| Anno | Campioni                  | Finalisti                   | Punteggio        |
| ---- | ------------------------- | --------------------------- | ---------------- |
| 1972 | Fred Stolle John Newcombe | Ken Rosewall John Alexander | 7-6 6-4          |
| 1973 | Non disputato             | Non disputato               | Non disputato    |
| 1974 | Raymond Moore Onny Parun  | Juan Gisbert Roger Taylor   | 4-6, 6-2, 6-4    |
| 1975 | Robert Lutz Stan Smith    | John Alexander Phil Dent    | 6-4, 6(6)–7, 6-2 |